# Helmiton Cardoso de Freitas
Helmiton Cardoso de Freitas (Recife, 17 de fevereiro de 1938) é um ex-futebolista brasileiro que atuava como zagueiro.

## Carreira
Helmiton foi revelado nos juvenis do Náutico em 1953. Pelo time principal, atuou entre 1958 e 1962, sendo campeão pernambucano em 1960.
Em 1960, atuou pela Seleção Pernambucana.
Após uma disputa com o Palmeiras, foi contratado pelo Santos no segundo semestre de 1962 por 6 milhões de cruzeiros. Estreou na vitória por 7x2 contra a Ferroviária.
Em 1963, quase foi envolvido numa negociação com o Olaria, mas declinou. Em agosto daquele ano, quando retornava de uma saída de madrugada com os colegas Almir Pernambuquinho e Batista, foram baleados, sendo que os dois primeiros foram acertados pelos tiros e hospitalizados.
Ficou até abril de 1964 no Santos, quando se transferiu para o Sport Recife por 5 milhões de cruzeiros.
Em 1966, quando atuava pelo Sport, foi premiado com o prêmio Belfort Duarte.

### Títulos
Náutico
- Campeonato Pernambucano: 1960[4][8]

- Torneio Início: 1962[25]

Santos
- Campeonato Brasileiro: 1962

- Campeonato Paulista: 1962

Individuais
- Prêmio Belfort Duarte: 1966